# Марв Студиос
Марв Студиос е филмова компания, основана от Матю Вон и Гай Ричи.
Създава филми като „Лейър Кейк“, „Звезден прах“, „Шут в г*за!“, „Kingsman: Тайните служби“ и „Kingsman: Златният кръг“.